# Рассел, Эндрю, 15-й герцог Бедфорд
Эндрю Иэн Генри Рассел, 15-й герцог Бедфорд (англ. Andrew Russell, 15th Duke of Bedford; род. 30 марта 1962 года) — британский аристократ и пэр.

## Биография
Родился 30 марта 1962 года в Лондоне. Старший сын Генри Робин Иэна Рассела, 14-го герцога Бедфорда (1940—2003), и его жены Генриетты Тиаркс (род. 1940). Младшие братья — лорд Робин Лоэл Гастингс Рассел (род. 1963) и лорд Джеймс Эдвард Гербранд Рассел (род. 1975).
Бедфорд получил образование в школе Холл, Хэмпстед и Хизердаун, недалеко от Аскота в Беркшире, а затем в школе Харроу и Гарварде, где он получил степень бакалавра. Он был известен как лорд Хоуленд с 1962 до смерти своего деда в 2002 году, когда он принял титул учтивости — маркиз Тависток, ранее принадлежавший его отцу, Робину Расселу, 14-му герцогу Бедфорду. Он унаследовал герцогство Бедфорд на следующий год у отца случился смертельный инсульт. Он также унаследовал титулы 19-го графа Бедфорда, 15-го маркиза Тавистока, 17-го барона Рассела из Торнхау и 15-го барона Хауленда из Стретема 13 июня 2003 года. С тех пор он именуется Его светлостью герцогом Бедфордским.

## Семья и дети
16 октября 2000 года в церкви Святой Маргариты в Вестминстере, Лондон, Эндрю Рассел женился на Луизе Роне Краммонд, дочери Дональда Иэна Краммонда и Роны Зары Клиффорд-Джонс, падчерице сэра Эвелина Дельвеса Бротона, 12-го баронета из Доддингтон-Парка (1915—1993). У них двое детей:
- Леди Александра Люси Клэр Рассел (род. 9 июля 2001)
- Генри Робин Чарльз Рассел, маркиз Тависток (род. 7 июня 2005).